# Ram Strauss
Ram Strauss (in ebraico רם שטראוס‎?; Yokneam Moshava, 28 aprile 1992) è un ex calciatore israeliano, di ruolo portiere.

## Carriera

### Club
Ha giocato nella massima serie dei campionati cipriota, rumeno ed israeliano.